# Ministério da Juventude e Modernização
O Ministério da Juventude e Modernização (MJM) foi o departamento do XXIV Governo Constitucional de Portugal, responsável pela juventude e modernização . O ministério foi criado em 2024 pelo primeiro-ministro, Luís Montenegro. A primeira titular deste ministério é Margarida Balseiro Lopes.

## Ministros
Até hoje só esteve no cargo de ministro da Juventude e Modernização:
| Período     | Ministro                 | Governo                     |
| ----------- | ------------------------ | --------------------------- |
| 2024 - 2025 | Margarida Balseiro Lopes | XXIV Governo Constitucional |

### Secretarias de Estado
- Secretária de Estado Adjunta e da Igualdade - Carla Mouro
- Secretário de Estado da Modernização e da Digitalização - Alberto Rodrigues da Silva